# Зиланд (Северна Дакота)
Зиланд (енгл. Zeeland) град је у америчкој савезној држави Северна Дакота.

## Демографија
По попису из 2010. године број становника је 86, што је 55 (-39,0%) становника мање него 2000. године.
| Група             | 2000.       | 2010.      |
| Белци             | 139 (98,6%) | 84 (97,7%) |
| Афроамериканци    | 0 (0,0%)    | 0 (0,0%)   |
| Азијати           | 0 (0,0%)    | 0 (0,0%)   |
| Хиспаноамериканци | 1 (0,7%)    | 1 (1,2%)   |
| Укупно            | 141         | 86         |